# Ryu Goto
Ryu Goto (五嶋 龍 Gotō Ryū?, nacido el 13 de julio de 1988 en la Ciudad de Nueva York, Nueva York) es un violinista de concierto. Goto ganó fama como niño prodigio, su primera presentación fue a la edad de siete en el Pacific Music Festival llevado a cabo en Sapporo, Japón.  Su tour debut se llevó a cabo en 12 ciudades de Japón en el 2006 y llegó a vender todos los boletos.

## Primeros años
Los padres de Goto son violinistas. Su hermana mayor, Midori, es una renombrada violinista a nivel internacional. Goto comenzó a tocar el violín a la edad de tres años. Él da crédito a su hermana y a su madre de su éxito como músico.

## Carrera
Goto se ha presentado internacionalmente como solista con la Orquesta Sinfónica de Londres, la Orpheus Chamber Orchestra, la Filarmónica de Shanghái, la Orquesta Sinfónica Nacional de Estados Unidos, la Orquesta Filarmónica de Londres, la Sinfónica Toscanini de Italia, la Orquesta Sinfónica de Nueva Zelanda, la Sinfónica de Bamberg, la Nueva Orquesta Sinfónica de Bulgaria, la Orquesta Juvenil de la Unión Europea, la Orquesta Sinfónica de Vancouver y la Orquesta Filarmónica KZN de Sudáfrica. Ryu se ha presentado en lugares prestigiosos como Carnegie Hall, Kennedy Center, Tokyo Suntory Hall, Sydney Opera House, Shanghai Grand Theater, Taipei National Concert Hall, Vienna Musikverein, Munich's Herkulessaal y The Philharmonic Hall Gasteig.
Goto se presentó en el World Trade Center durante la conmemoración oficial del 11 de septiembre en 2003 y en los conciertos memoriales de Hiroshima y Nagasaki en 2005. Ese mismo año, Universal Music firmó con Goto el sello discográfico Deutsche Grammophon. En 2009, Goto se presentó con el Ensable Ditto en Corea, y de nuevo en el verano del 2010 en Japón. En 2010, hizo su debut en Carnegie Hall. En 2014, representó a Japón en el Festival Internacional Cervantino en México.
Goto se graduó de la Universidad de Harvard con un título en Física en 2011. De manera regular toca con la Bach Society Orchestra. Él ha sido influenciado por guitarristas como Jimi Hendrix y en algunos casos emplea un estilo para tocar descrito como "feroz".

## Vida personal
Goto tiene una cinta negra en karate y posee un título en Física en la Universidad de Harvard (2011), en donde es miembro del Phoenix SK Club. Él también toca la guitarra. Además de la música clásica le gusta el jazz, pop y la música electrónica.

## Discografía
DVD:
- Ryu Goto, Brahms Violin Concerto in D Major Op.77 - May 2006
- Ryu Goto, Violin Recital 2006 - March 2007

CD/Digital
- Ryu - July 2005
- 'Ryu Goto, Violin Recital 2006  - January 2007
- Live in Suntory Hall 2004 - August 2007
- The Four Seasons - June 2009